# I-Foundation
I-Foundation — британский индуистский благотворительный фонд, ассоциированный с Международным обществом сознания Кришны (ИСККОН).
Основным направлением деятельности фонда является развитие индуистского начального и среднего образования в Великобритании. При участии I-Foundation в 2010 году в лондонском районе Харроу открылась начальная школа Кришна-Аванти — первая индуистская школа в Великобритании. Открытие школы вызвало много дискуссий в отношении определения понятия «практикующего индуиста». В настоящее время I-Foundation ведёт строительство второй индуистской начальной школы в Великобритании, в городе Лестере. Школа должна начать действовать в сентябре 2011 года.